# Sophronica indica
Sophronica indica là một loài bọ cánh cứng trong họ Cerambycidae.